# Domburg-Buiten
Domburg-Buiten is een voormalige gemeente in de Nederlandse provincie Zeeland. De gemeente heeft tot 1816 bestaan, waarna het samen werd gevoegd met de gemeente Domburg-Binnen. Tot in de volkstellingen van 1840 werd Domburg-Buiten nog als buurtschap genoemd. De gemeente bestond uit de landerijen ten westen van Domburg. Binnen de gemeente vielen de huidige Duinwijk en het oude kasteel van Sint-Jan ten Heere. De buurtschap zelf viel echter grotendeels onder de gemeente Aagtekerke. De plaats van het kasteel was nabij de huidige Vliedberg St. Jan ten Heere. De stad Domburg viel onder de gemeente Domburg-Binnen en was door erfrecht deels gebonden aan Holland. De oude afzonderlijke ambacht Domburg-Buiten viel daar volledig buiten en was zelfstandig. De stad en ambacht werden later gemeentes.

## Parochiegemeenten
Domburg-Binnen en Domburg-Buiten dienen niet verward te worden met Oost-Domburg en West-Domburg. Dit waren parochiegemeentes. Beiden hadden ze een eigen kerk. Oost-Domburg omvatte de stad Domburg binnen de stadsmuren. West-Domburg omvatte de bebouwing buiten de stadswallen. De kerk van Oost-Domburg (dus binnen de stadsmuren) bestaat niet meer.